# Hans Wagner (Bobfahrer)
Hans Wagner (* 6. Oktober 1949 in Neubeuern) ist ein ehemaliger deutscher Bobfahrer, der an den Olympischen Winterspielen 1980 in Lake Placid teilnahm. Wagner ist Welt-, Europa- und Deutscher Meister im Viererbob.

## Karriere

### Olympische Winterspiele
An den Olympischen Winterspielen 1980 in Lake Placid nahm Wagner an den Wettkämpfen im Viererbob teil. Zusammen mit Peter Hell, Heinz Busche und Walter Barfuß startete er als Mannschaft Deutschland 1 am 23. und 24. Februar 1980 und erreichte den siebten Platz in einer Gesamtzeit von 4:04,40 min, womit er keine Olympiamedaille gewann.

### Bob-Weltmeisterschaften
Bei der 34. Bob-Weltmeisterschaft 1979 in Königssee nahm er im Viererbob mit seinen Mannschaftskameraden Stefan Gaisreiter, Heinz Busche und Dieter Gebhard als Deutschland 1 am Wettkampf teil. Am 24. und 25. Februar 1979 erreichten sie den ersten Platz in einer Gesamtzeit von 3:23,63 min und wurden Weltmeister im Viererbob vor der Mannschaft aus der DDR.

### Bob-Europameisterschaften
Hans Wagner nahm mit seinen Mannschaftskollegen Stefan Gaisreiter, Walter Gilik und Donat Ertel an der Bob-Europameisterschaft 1976 auf der Natureisbahn der Olympia Bob Run St. Moritz–Celerina in St. Moritz teil. Als Mannschaft Deutschland 2 gingen sie am 28. und 29. Februar 1976 an den Start und wurden nach vier Wertungsläufen Europameister in einer Gesamtzeit von 4:42,54 min vor den Mannschaften Deutschland 1, Schweiz 2 und DDR 1 mit Olympiasieger Meinhard Nehmer.